# Magnolia blumei
Espèce
Magnolia blumei est une espèce de plantes à fleurs de la famille des Magnoliaceae. C'est un arbre trouvé en Asie.
Selon Plants of the World Online, c'est un synonyme de Magnolia sumatrana var. glauca.

## Description
C'est un arbre.

## Répartition et habitat
L'espèce est trouvée est trouvée à Sumatra, à Java, dans les Petites îles de la Sonde et à Célèbes.
Elle pousse en milieu tropical humide.

## Liste des variétés
Selon The Plant List (1er janvier 2014) :
- variété Magnolia blumei var. sumatrana (Miq.) Figlar & Noot.

Selon Tropicos (1er janvier 2014) (Attention liste brute contenant possiblement des synonymes) :
- variété Magnolia blumei var. blumei
- variété Magnolia blumei var. sumatrana (Miq.) Figlar & Noot.